# Щесюк Тамара Михайлівна
Тамара Михайлівна Щесюк (до шлюбу Гусєва; 13 жовтня 1935, нині Тверська область, Російська Федерація — 4 січня 2020, селище Золотники Тернопільської області) — вчителька, радянська діячка в УРСР, колишня вчителька російської мови й літератури Золотниківської середньої школи Теребовлянського району Тернопільської області. Депутатка Верховної Ради УРСР 11-го скликання.

## Біографія
Народилася в селянській родині. Батько загинув на фронті Другої світової війни, мати померла в 1946 році. Тамара разом із молодшою сестрою Світланою виховувалися в дитячому будинку, потім у родині дядька в місті Тернополі.
Освіта вища. Закінчила Львівський державний університет імені Івана Франка.
У 1959—1960 роках — вчителька Вишнівчицької середньої школи Теребовлянського району Тернопільської області. З 1960 року — вчителька російської мови і літератури Золотниківської середньої школи Теребовлянського району.
Член КПРС з 1962 року.
Займала посаду заступниці голови виконавчого комітету Золотниківської селищної ради народних депутатів.
Потім — на пенсії в селищі Золотники Теребовлянського району Тернопільської області.

## Родина
Чоловік працював директором Соколівської восьмирічної школи Теребовлянського району Тернопільської області. Дітей не було.

## Нагороди
- орден «Знак Пошани»
- медалі
- значок «Відмінник народної освіти УРСР»
- заслужений вчитель Української РСР